# Aloysius J. Willinger
Mons. Aloysius J. Willinger, C.SS.R. (Baltimore, 19 de abril de 1886 - Fresno, 25 de julio de 1973) fue un obispo estadounidense.
Fue ordenado sacerdote el 2 de julio de 1911, y elegido obispo de la Diócesis de Ponce el 8 de marzo de 1929, siendo ordenado el 28 de octubre del mismo año. Posteriormente, fue trasladado a la Diócesis de Monterrey-Fresno, en California, el 12 de diciembre de 1946, como Obispo titular de Bida y Coadjutor de Monterrey-Fresno. Años después, fue elevado a obispo de Monterrey-Fresno el 3 de enero de 1953. Nombrado Asistente al Trono Pontificio el 13 de noviembre de 1954.
| Predecesor: Edwin V. Byrne       | Obispo de Ponce 1929-1946            | Sucesor: James E. McManus                  |
| Predecesor: Alexandre Derouineau | Obispo Titular de Bida 1946-1953     | Sucesor: Ubaldo Evaristo Cibrián Fernández |
| Predecesor: Philip G. Scher      | Obispo de Monterrey-Fresno 1953-1967 | Sucesor: Harry A. Clinch                   |
| Predecesor: Nuevo Cargo          | Obispo Titular de Tiguala 1967-1973  | Sucesor: Mario Enrique Ríos Mont, C.M.     |

- Datos: Q4734708
- Multimedia: Aloysius J. Willinger / Q4734708